# WEBrick
WEBrick est un serveur web libre intégré à Ruby depuis la version 1.8 et utilisé par Ruby on Rails.
Les auteurs initiaux de WEBrick sont Takahashi Masayoshi et Gotou Yuuzou, avec les contributions d’autres développeurs selon le modèle du logiciel libre. Outre les services HTTP, le serveur WEBrick fournit également le code nécessaire à l’exécution de tâches simples d’un serveur.